# Soleil Manga

Logo de la collection Soleil Manga.

Soleil Manga est une collection de l'éditeur Soleil Productions, faisant partie du groupe Delcourt, lancée en 2003.

## Historique
La collection manga de Soleil Productions est lancée en 2003 par le rachat du label Vegetal Manga Shoten par Mourad Boudjellal. La collection est alors principalement constituée de shōjo et de seinen. Elle prend le nom Soleil Manga deux ans plus tard, en 2005.
Soleil lance la collection « Gochawon », consacrée au manhwa (bande dessinée coréenne) en 2005 puis « HERO », consacrée à la bande dessinée chinoise, en 2006, qui seront toutes deux interrompues en 2007. Après cette période, les œuvres parues viennent exclusivement de mangas publiés dans des mensuels ou hebdomadaires au Japon avant d'être exportées en France par Soleil Manga. 
En 2006, Soleil annonce des prises de participation chez SEEBD et Daipen (Asuka. Le label prend une approche plus généraliste, avec par exemple une collection dédiée aux jeux vidéos, avec des mangas adaptant l'univers de Super Mario, Zelda ou Splatoon.
Soleil Manga multiplie les partenariats pour proposer des concours notamment avec la Fnac, avec qui elle organise entre 2006 et 2008 un grand concours national : « L’Opération devenez Mangaka ». Le label est également présent chaque année depuis 2006 à la Japan Expo[réf. nécessaire].
En 2008, la collection « gothique » est lancée. En 2009, la collection érotique « Eros » est créée. En 2010, la collection « Classique » est lancée ; elle propose une adaptation de grands textes littéraires, politiques et philosophiques.
Delcourt rachète 80% du capital de Soleil Manga en 2011, formant le premier groupe indépendant du marché francophone de la bande dessinée de par son chiffre d'affaires. En janvier 2013, Delcourt rachète la totalité du capital.
En 2014, le label repose sur 3 piliers : le shonen, le shojo et le seinen, les catégories Shojo et Gothic représentant 70% du catalogue. Soleil Manga représente 13% à 15% de la production Soleil pour un chiffre d'affaires compris entre 8% et 9%.
En 2016, le label fait partie du top 10 des groupes détenant les plus grosses parts de marché du manga, en faisant l'un des leaders du marché français de cette catégorie de littérature.
À partir de 2019, plusieurs des séries du catalogue Soleil sont également disponibles au format numérique.

## Catalogue
Catalogue de l'éditeur : juillet 2015.
|  | Manga / Manhua / Manhwa dont la commercialisation a été arrêtée. |